# Szyliwka (hromada Reszetyliwka)
Szyliwka (ukr. Шилівка) – wieś na Ukrainie, w obwodzie połtawskim, w rejonie połtawskim, w hromadzie Reszetyliwka. W 2001 liczyła 443 mieszkańców.